# Wijshagerbeek
De Wijshagerbeek of Eetsevelderbeek is een beek in Belgisch Limburg.
De beek ontspringt op het Kempens Plateau ten zuiden van Wijshagen en stroomt in voornamelijk oostelijke richting, om nabij Opitter in de Itterbeek uit te monden. Vanaf de  samenvloeiing van de Boshoverbeek in de Wijshagerbeek wordt de beek Eetsevelderbeek genoemd. Alvorens de Itterbeek te bereiken heeft de beek, waar de steilrand van het Plateau zich bevindt, een diep dal uitgesleten. Hier bevindt zich het natuurgebied Itterdal en de Pollismolen. 
Vroeger vloeide Wijshagerbeek/Eetsevelderbeek door een dam samen met Itterbeek voor de Pollismolen om deze extra waterkracht te geven. Na het stilleggen van de maalactiviteit in de Pollismolen werd die dam niet meer onderhouden en nam de Itterbeek terug haar oude bedding in, waardoor de Wijshagerbeek/Eetsevelderbeek voorbij de Pollismolen in de Itterbeek stroomt.